# Episodi di Happy Tree Friends
Questa è una lista di cortometraggi di Happy Tree Friends.

## Episodi da Internet

### Stagione 1

#### Spin Fun Knowin' Ya
Lumpy fa girare una giostra su cui si trovano Cuddles, Giggles e Toothy, ma facendola girare troppo velocemente finisce per ucciderli tutti e tre: Toothy rimane spiaccicato contro un albero, Giggles perde le braccia che rimangono attaccate alla giostra per poi venire tagliata in due schiantandosi contro un ceppo e Cuddles viene aspirato nella turbina di un aereo di passaggio. Davanti alla scena, Lumpy si allontana fischiettando.

#### House Warming
Handy ha appena terminato di costruire una casa su un albero per Petunia, ma qualcosa va storto: l'abitazione esplode, la moffetta cade e prende fuoco. Handy tenta di azionare un estintore per salvarla, ma non vi riesce a causa delle braccia mozzate (qui esibisce per la prima volta l'espressione frustrata che diventerà un suo tratto comune). Allora calcia addosso a Petunia un secchio che crede contenente acqua, ma che in realtà era pieno di combustibile. Alla fine Handy riesce a "salvarla" dal fuoco pestandola con lo stivale. Petunia è ancora viva nonostante sia completamente carbonizzata e spappolata dagli scarponi di Handy.

#### Helping Helps
Giggles si ritrova con una gamba rotta a passeggiare tranquilla davanti ad una diga, quando quest'ultima crolla. Nel frattempo, Splendid è impegnato a mangiare una ghianda ma, sentendo l'urlo della scoiattolina rosa, il supereroe vola a salvarla. Lo scoiattolo volante riesce nel suo intento un attimo prima che l'inondazione inghiotta la piccola. Mentre volano, per sbaglio la testa di Giggles viene tranciata da un ramo e Splendid, preoccupato, la rimpiazza con una ghianda su cui ha disegnato una faccia. Poi va a tranquillizzare la madre di Giggles e se ne va soddisfatto del suo lavoro. L'episodio si conclude con la madre della scoiattolina che lo saluta e la ghianda che si stacca dal corpo, senza che lei se ne avveda.

#### Crazy Antics
Sniffles si imbatte in un formicaio e decide di depredarlo: infila la lingua per carpire qualche formica, ma queste ultime si difendono e ribaltano la situazione. Innanzitutto inchiodano la lingua del piccolo formichiere. Segue un'atroce tortura sulla lingua stessa: il passaggio di una grattugia, il versamento di succo di limone sulle ferite e il taglio netto della punta con una sega a nastro. Infine la lingua viene cosparsa completamente di benzina e data alle fiamme. Il fuoco si espande fino a raggiungere il capo di Sniffles, facendolo esplodere.

#### Havin' a Ball
Pop e Cub giocano con una palla. Un tiro troppo forte di Pop fa finire la palla oltre un trafficatissimo incrocio stradale. Pop riesce, non senza parecchie difficoltà, a recuperare la palla, ma subito cade in un precipizio, finendo tra le pale di un elicottero dell'elisoccorso, che trasporta Lumpy su una barella. Pop viene tritato, invece la palla rimane intatta. Cub discende il precipizio per recuperare la palla, ma non fa in tempo ad accorgersi dello stato del padre che la barella con sopra Lumpy gli frana addosso. Infine muore anche Lumpy, travolto dall'elicottero caduto per esaurimento di benzina.

#### Water You Wading For
Cuddles si tuffa in un laghetto e invita Flaky a fare lo stesso. La porcospina lo avverte della presenza di un cartello che indica un divieto di nuoto: Cuddles non le dà retta ed è subito attaccato prima da un branco di piranha, da due foche e da un coccodrillo. Flaky inoltre è molto timorosa e limita notevolmente il suo aiuto nel salvare l'amico. Cuddles infine esce, dopo aver perso a causa delle aggressioni entrambe le gambe, dal lago, ma una balena lo schiaccia. Pochi secondi dopo, Flaky gli getta, un po' tardi, un salvagente.

#### Nuttin' Wrong with Candy
Nutty vuole prendere una merendina da un distributore, ma il dolciume rimane incastrato. Prova dunque a infilare il braccio nel macchinario, ma il braccio viene tranciato. Nutty, che non sa stare a lungo senza zuccheri, viene colto da una crisi isterica e si avventa sul distributore automatico, che gli cade rovinosamente addosso. Quando Nutty si riprende è intrappolato sotto il macchinario, con una merendina in bocca. Ma alcune spirali erogatrici riprendono a girare e s'avvicinano al viso di Nutty, ancora immobilizzato. Non si vede cosa succede negli istanti successivi, ma le urla di Nutty e una pozza di sangue che sgorga intorno al distributore lasciano facilmente immaginare cosa sia accaduto.

#### Wheelin' and Dealin'
Lumpy, Handy e Lifty & Shifty partecipano a una gara di macchinine artigianali, ma al mezzo di questi ultimi mancano ruote e sterzo. Le ruote le rubano al mezzo di Lumpy, lo sterzo a quella di Handy a gara iniziata. Senza poter curvare Handy va a sbattere contro un'ambulanza, morendo sul colpo. Ma a Lifty & Shifty non va meglio: le ruote fregate a Lumpy si staccano improvvisamente e il mezzo continua la sua corsa strisciando da un lato e fermandosi a pochi centimetri dal traguardo, mentre gli occupanti vengono letteralmente "grattugiati" dal contatto violento e continuo con l'asfalto. A sorpresa taglia il traguardo Lumpy, dopo che un'esplosione del suo mezzo lo ha spedito a razzo verso il traguardo. Non si capisce se Lumpy stesso sia morto nell'esplosione.

#### Pitchin' Impossible
The Mole è alla bancarella del tiro al barattolo di Lumpy. Lancia una delle palline che l'alce gli ha fornito, ma la palla colpisce i sostegni della chiusura della bancarella. La saracinesca precipita violentemente e trancia a metà la testa di Petunia, anch'ella lì per giocare. The Mole non s'è accorto di nulla e lancia la seconda pallina. Questa sbatte contro la bancarella e colpisce la leva di funzionamento di una ruota panoramica, azionando una velocità folle che la sradica letteralmente dai suoi sostegni. La ruota punta dritta alla bancarelle di Lumpy, la travolge e causa la morte grottesca del proprietario. Un orsetto di pezza insanguinato cade dall'alto e finisce tra le braccia di The Mole, unico sopravvissuto alla catena di eventi da lui stesso causata.

#### Stayin' Alive
Disco Bear tenta di sedurre Petunia e Giggles, intente a prendere il tè insieme. Causa prima a Giggles un incidente con una tazzina, i cui cocci le si conficcano in fronte, poi spinge senza volerlo Petunia contro una rete elettrificata, il tutto senza rendersi minimamente conto dei suoi pasticci.
In questa puntata non vi sono decessi.

#### Treasure These Idol Moments
Toothy sta giocando con l'altalena in un parchetto e cade. La sua attenzione è attirata da un oggetto luccicante semi-sepolto nel terreno: una statuetta d'oro. Appena raccolta l'altalena, che sta ancora dondolando, gli sfascia il cranio. La statuetta cade in uno spazio con la sabbia dove Sniffles sta costruendo un castello di sabbia. Sniffles raccoglie il piccolo idolo e subito viene inghiottito dalla sabbia. La statuetta va in mano a Cub, che è sullo scivolo. Improvvisamente un masso enorme si materializza sulla cima del gioco, cade e stritola l'orsetto. L'idolo vola in mano a Flacky, che si sta dondolando a testa in giù da una scala orizzontale. Flacky viene colpita in pieno da un'auto guidata da Lumpy. L'episodio termina con un'inquadratura sulla statuetta, finita chissà come sul sedile posteriore dell'auto di Lumpy e persino legata con la cintura. L'inquadratura sfuma e si sentono i rumori tipici di un incidente stradale.

#### Chip Off the Ol' Block
Cub sta falciando il prato, quando un mattone incastra le lame del trattorino. Cerca dunque di estrarlo, ma Pop, fiutando un potenziale pericolo mortale, lo ferma ed esegue lui stesso l'operazione di disincastro, quindi riprende lui stesso l'attività di tosatura. Pop procede con gran sicurezza, finendo però in mezzo a pietre, cocci di bottiglia e altri oggetti appuntiti, che vengono letteralmente sparati in direzione di Cub. Cub viene maciullato mentre Pop, che ancora non s'è accorto di nulla, s'accende la pipa e poi brucia un mucchio di foglie secche, sotto il quale giace il corpo di Cub.

#### Nuttin' but the Tooth
Toothy lavora come dentista e deve rimuovere una carie a Nutty, ma finisce col distruggergli la mascella e la maggior parte dei denti. Solo negli ultimi secondi dell'episodio il dente cariato cade da solo.
Questo è il terzo episodio in cui non muore nessun personaggio.

#### Hide and Seek
L'episodio si apre con Flaky, Toothy, Petunia e Flippy che giocano a nascondino. A quest'ultimo tocca contare. Mentre il soldato pronuncia ad alta voce i numeri, un picchio inizia a bucare un albero e il suono che produce ricorda all'orso gli spari della guerra, facendo uscire la sua personalità cattiva. Con uno scatto fulmineo, lancia un coltello nel corpo del pennuto e si dirige a uccidere gli altri. Trova per primo Toothy, che viene ucciso con una mossa di Flippy, mimetizzato in un albero, che gli rompe l'osso del collo. La vittima successiva è Flaky, che viene impiccata dal militare. Infine Petunia, dopo aver visto i piedi dell'amica ormai morta, cade una buca con dei rovi sul fondo. Dall'alto si vede il viso di Flippy che osserva la moffetta dimenarsi per uscire. Quest'ultima allunga il braccio, chiedendo all'amico di aiutarla, ma l'orso le da una bomba a mano, concludendo l'episodio con l'esplosione di Petunia

#### Whose Line Is It Anyway?
Russel sta pescando dalla passerella di un molo, mentre mangia ostriche. Per sbaglio inghiotte un pesce palla dotato di aculei proprio mentre una preda ha abboccato all'amo. Il pesce gli si conficca in gola e, gonfiandosi, lo strozza, facendogli scivolare di mano la canna da pesca. Tenta comunque di catturare la sua preda tirando la lenza a mano, ma la preda è così forte che ciò gli provoca la perdita di entrambe le braccia. Russel non si dà per vinto: tenta di tirare la lenza con i denti e finalmente trova il successo. Solo che la preda è un grosso pesce spada, che lo infilza nella bocca e lo uccide.

#### Boo Do You Think You Are?
Sniffles, Giggles e Flacky entrano in un tunnel dell'orrore, ma si accorgono che le trappole mortali non sono affatto finte: una mano cadaverica uscente da una bara spacca la testa di Sniffles; Giggles viene tagliata a metà lateralmente da una scure; Flacky viene squagliata quasi completamente da lava incandescente che si riversa nel vagoncino della giostra.

#### Mime and Mime Again
Mime va a tenere compagnia in ospedale a Toothy, completamente fasciato. Per colpa di Mime una benda della fasciatura di una gamba di Toothy si impiglia in un vicino ventilatore in funzione, che comincia a tirare la benda stessa a sé e piegando tanto la gamba da spezzarla. Mime cerca di riattaccare la gamba, ma quando pensa di aver rimediato riaccende il ventilatore, senza però disincastrare la benda. Questa volta il ventilatore risucchia Toothy e lo maciulla completamente. Mime si guarda intorno, poi esce di scena con una tipica gag da mimo.

#### You're Bakin' Me Crazy
Lumpy sta preparando un dolce ed è vestito solo con un asciugamano attorno alla vita. La fattorina Giggles gli fa visita per la consegna di un pacco. Lumpy apre, ma una folata di vento fa volare via l'asciugamano. Nel maldestro tentativo di coprirsi Lumpy getta in faccia a Giggles prima un ferro da stiro rovente, poi una frusta elettrica, che le frulla letteralmente gli occhi.

#### Tongue Twister Trouble
Sniffles sta pattinando sul ghiaccio. Passa una formica e lui cerca di mangiarla, ma la manca e la lingua rimane attaccata al ghiaccio. Un gatto si fionda sulla lingua e comincia a grattarcisi. Nel frattempo le formiche reagiscono: legano un peso alla coda di Sniffles e lo buttano in un buco nel ghiaccio. Quasi contemporaneamente il gatto gli recide di netto la lingua e il formichiere cade nell'acqua gelida, morendo congelato.

#### Meat Me for Lunch
Cercando di rubare carne dalla macelleria di Lumpy, Lifty e Shifty muoiono e l'uno viene affettato, ottenendo così delle fettine di carne. Shifty invece diventa una salsiccia. La brevissima vicenda si conclude con Petunia che sta mangiando un hot-dog nella macelleria. Sembra gradire l'hot-dog, che in realtà è il risultato della morte di Shifty, ma improvvisamente sente qualcosa di strano nella bocca, e sporgendo fuori la lingua, ci vede sopra l'occhio del ladruncolo.

#### Sweet Ride
Dopo aver acquistato un gelato da Cro-Marmot, Cuddles in skateboard si ritrova inseguito da Nutty, che intende rubare al coniglietto il gelato, ma dopo un breve inseguimento resta con la testa incastrata in un alveare colmo di api, che subito lo uccidono. Cuddles tira un sospiro di sollievo per la minaccia sventata, ma inciampando in una scala il suo corpo resta inspiegabilmente tranciato orizzontalmente in tre parti, e il suo occhio destro è cavato dal cono del gelato.

#### It's a Snap
Splendid cerca di liberare Lumpy da alcune tagliole, nelle quali l'alce è incappato per prendere del formaggio. Splendid le lancia via, ma una di queste è catapultata lontano sulla testa di Cub... incastrandosi in essa, e distruggendo il cranio del piccolo. Poco più tardi, quando Splendid sta per uscire di scena, Lumpy resta incastrato in un'ennesima trappola. Così Splendid usa dei raggi laser dagli occhi per liberare Lumpy, finendo in realtà per tagliargli la testa di netto.

#### Off the Hook
Russell, che si trova sul fondo del mare per prendere molluschi, viene accidentalmente preso all'amo da Lumpy che sta pescando. Con l'amo che gli perfora la palpebra, Russell viene folgorato da un'anguilla, trascinato in mezzo a un campo di coralli e infine va a schiantarsi contro una mina subacquea, che lo fa saltare in aria. L'occhio di Russell viene preso all'amo da Lumpy.

#### Spare Me
Giocando a bowling, Sniffles usa la lingua per aiutarsi a prendere la palla, ma per via di un eccesso di slancio finisce per decapitarsi e lanciare la sua stessa testa mozzata, che viene successivamente presa da Mole che la lancia fuori dalla pista, colpendo Handy che stava bevendo una bibita e di conseguenza gli si conficca la bottiglia nell'occhio.

#### Snow What? That's What!
Mentre sta facendo un pupazzo di neve, Giggles viene sfidata a palle di neve da Cro-Marmot. Colpito in pieno da una palla, quest'ultimo finisce per scivolare giù dal pendio. Giggles cerca di fermarlo, mentre la marmotta congelata durante il suo tragitto spiaccica e taglia in due Petunia e strizza Lumpy dentro la sua amaca. Arrivata a fondo valle, Giggles riesce a fermare Cro-Marmot prima che si schianti contro un albero, ma da quest'ultimo cadono delle stalattiti che si conficcano negli occhi e nella bocca di Giggles.

#### This Is Your Knife
Cuddles, Giggles e Flaky stanno facendo un falò all'aria aperta, vedono Flippy che arriva e lo invitano a state con loro. Lui accetta ma quando vede le fiamme, si trasforma in Fliqpy. In questo modo salta addosso a Cuddles, rompendogli la faccia con un sasso e aprendogli il torso con un coltello. Dal corpo del coniglio tira fuori l'intestino, con il quale strangola Giggles. Flaky vede tutto, si chiude dentro il suo sacco a pelo e sente che qualcosa la sta sollevando. È Fliqpy, il quale getta il sacco a pelo, con la porcospina all'interno, nel fuoco.

#### Happy Trails (Parte prima)
Gran parte degli Happy Tree Friends sono in gita in pullman. Lumpy è l'autista. Petunia passa il viaggio bevendo latte ed è costretta a chiedere una sosta a Lumpy. Lumpy, distraendosi, centra una pietra in mezzo alla carreggiata. Lo scossone del pullman ha più di una conseguenza: un finestrino a ghigliottina cala di colpo e trancia a metà Cuddles, che si sporgeva dallo stesso, mentre Mime rimane soffocato da una delle noccioline che lui stesso si stava lanciando in gola. Intanto l'automezzo finisce fuoristrada. Un altro scossone fa perdere l'equilibrio a Petunia, che cade e viene infilzata dalla leva del cambio. Lumpy tenta di riguadagnare la situazione, ma ha ormai perso totalmente il controllo del pullman, che finisce in un precipizio. La prima parte della puntata si conclude con un fotogramma del pullman a mezz'aria e Toothy catapultato fuori (e probabilmente deceduto, dal momento che non compare nel seguito della puntata).

### Stagione 2

#### Happy Trails (Parte seconda)
La seconda parte di Happy Trails si apre con il pullman finito non si sa come in un isolotto sperduto nell'oceano. Dopo aver sepolto i compagni morti nella prima puntata, gli Happy Tree Friends superstiti si organizzano per sopravvivere. Giggles è in acqua intenta a catturare pesci con un giavellotto, ma viene presto attaccata al piede da una piccola medusa. La reazione che ne consegue (all'inizio sembrava un semplice rossore) è uno shock enorme che la uccide in una notte. Lifty e Shifty propongono una via di fuga: un canotto. Sembra dunque che gli Happy Tree Friends abbiano trovato la soluzione per abbandonare l'isolotto, ma Flacky buca involontariamente la fragile imbarcazione, costringendo il gruppo a un disperato ritorno all'isola, per di più braccato dagli squali, che divorano Lifty e Shifty. Lumpy, Handy, Sniffles, Flippy e la stessa Flacky si salvano, ma quest'ultima viene uccisa dai compagni, furibondi per la sua maldestria. Gli ultimi quattro Happy Tree Friends rimasti costruiscono un razzo per andarsene, ma, essendo troppo pesante, non riesce a prendere quota, per cui viene alleggerito del peso inutile, tra cui persino Lumpy. Ora il razzo riesce a decollare, ma ha una propulsione talmente potente che, invece di abbandonare semplicemente l'isolotto, finisce dritto nel sole, incenerendo Flippy, Sniffles e Handy. L'unico sopravvissuto è proprio Lumpy, che si ritrova nuovamente nell'isolotto.

#### Eye Candy
Toothy sta correndo per il bosco con un lecca-lecca in mano, ma all'improvviso inciampa. Questo fa sì che il lecca-lecca gli finisca nell'occhio e, nel cercare di toglierselo, il castoro si toglie l'organo visivo. Quest'ultimo va a legarsi sul ramo di un albero e Toothy morirà nel tentativo di liberarlo.

#### Rink Hijinks
In una pista da pattinaggio su ghiaccio Flaky prova a vincere la sua insicurezza, ma viene, a causa di Disco Bear, inghiottita e uccisa da una macchina liscia-ghiaccio guidata da Lumpy. La macchina spara gli aculei di Flaky in tutte le direzioni, trafiggendo mortalmente Disco Bear, dopodiché, a causa di un malfunzionamento causato dal cadavere di Flaky, spara Lumpy verso una macchinetta dei pupazzi. In quel mentre Cub sta cercando di agguantare un pelouche ma il braccio meccanico strappa il cuore di Lumpy.

#### Flippin' Burgers
Flippy entra in un fast food dove Giggles e Cuddles giocano col ketchup. Scambiando il ketchup addosso a Giggles per sangue, Flippy si trasforma in Fliqpy e inizia a uccidere tutti: conficca una cannuccia nel cuore di Cuddles, riempie le orecchie di Giggles con ketchup e maionese e spiaccica ripetutamente la faccia di Petunia contro la piastra per cuocere gli hamburger. Tutti scappano dal fast food che va in fiamme, mentre Fliqpy mangia patatine condite col sangue delle sue vittime.

#### Get Whale Soon
Mentre sta navigando, Russell viene divorato da una balena, che ha già mangiato Lumpy con la sua auto. I due cercono di fuggire: provano ad accendere un fuoco, ma Lumpy lo spegne subito; poi provano a stuzzicare l'ugola della balena, ottenendo come unico risultato di venire coperti di vomito. Russell prova poi a lanciare un arpione attraverso lo sfiatatoio per poter avere una via di fuga, ma l'arpione ricade giù uccidendo Lumpy. Russell, impazzito, inizia a sfregiare l'interno della balena finché questa infastidita lo spara fuori dallo sfiatatoio. Riesce ad arrivare verso la sua barca, ma viene impalato sulla vela. La barca viene poi mangiata dalla balena.

#### Snip, Snip Hooray!
Pop decide di tagliare i capelli di Cub, che sotto il cappellino rivela di avere una folta chioma. Maneggiando le forbici, Pop taglia accidentalmente un orecchio del figlio. Dopo aver messo la cosa a posto, Cub si scortica un pezzo di faccia giocando col rasoio, ma viene più o meno salvato da papà che si rende conto che nel mentre il rasoio si è staccato dalla presa di corrente. Mentre Pop va a riattaccare la spina, Cub si mette il rasoio in bocca che una volta acceso finisce per ucciderlo. Ignaro di tutto ciò, Pop prende le forbici e dà un'ultima spuntatina.

#### Eyes Cold Lemonade
Giggles e Petunia gestiscono assieme un chiosco di limonata. Ad un certo punto un lato dell'insegna si stacca e finisce per sfigurare Giggles. Dopo che è stato rimesso a posto, si stacca anche l'altro lato che stavolta colpisce Petunia. Giggles, accecata per via delle bende che coprono il suo volto dopo l'incidente di prima, finisce per preparare una "limonata" spremendo un occhio di Petunia.

#### Milkin' It
Lifty e Shifty rubano una mucca dalla fattoria di Lumpy, che muore schiacciato nell'occhiello che reggeva la fune che teneva a terra la mongolfiera del duo. Per evitare di scontrare i fili dell'alta tensione, i due procioni iniziano ad alleggerire il carico gettando via qualsiasi cosa si trovi all'interno della mongolfiera e arrivano anche a mungere la mucca fino a ridurla all'osso. Alla fine Shifty butta giù il fratello, che si impala sopra un abete, per salvarsi, ma il cesto cede e Shifty muore impigliandosi nelle pale di un mulino a vento. La mucca atterra sana e salva e inizia a brucare l'erba come se niente fosse.

#### Out of Sight, Out of Mind
La notte di Halloween, Mime cerca di ottenere dolcetti da Mole, ma dato che uno non parla e l'altro non ci vede non riesce a ottenere nulla. Prova nuovamente aggregandosi a Giggles, Flaky e Lumpy, ma Mole getta le caramelle a terra, finendo mangiate da degli opossum. Scappando terrorizzato, Lumpy decapita per errore Mime con la falce del suo costume da tristo mietitore. La testa mozzata di Mime finisce per venire presa da Mole e trasformata in una zucca di Halloween.

#### Class Act
Gli Happy Tree Friends stanno facendo la recita di Natale, che subisce vari intoppi: prima Nutty mangia un braccio a Sniffles, scambiando il suo costume da bastoncino di zucchero per un vero dolciume; poi Sniffles in panico finisce per tagliare la faccia di Giggles facendo cadere un sacco dall'alto. Mentre Toothy, in preda alle lacrime, viene spinto da Lumpy a continuare a cantare, la faccia di Giggles cade addosso a Mole, che perde il controllo del faro e acceca Lifty e Shifty, che stavano scrollando Flaky per fare la neve sullo sfondo, e fanno cadere la porcospina nel camino sul set, facendola cadere a terra completamente scuoiata. Impanicato, Toothy fa cadere la candela che aveva in mano portando a incendiare l'intero teatro. Nella calca per fuggire, Cuddles rimane incastrato nella porta con ancora il suo costume da albero di Natale addosso, e la folla che lo spinge da dietro finisce per "spremere" la sua faccia fuori dal buco nel costume. Nel tentativo di tirare su i superstiti, Toothy fa partire un girotondo in cui tutti quanti circondano il teatro in fiamme cantando "O Tannenbaum", ma il coro viene interrotto dall'esplosione dell'edificio.

#### The Way You Make Me Wheel!
Lumpy si fa la barba mentre è alla guida. La sua distrazione gli causa dapprima un profondo taglio sulla gola col rasoio, a seguito di un tentativo di evitare una famiglia di anatroccoli che attraversava la strada. Poi l'auto sbanda, urta un ciocco nel mezzo della carreggiata e perde una ruota. Subito interviene Handy, alla guida di un carro attrezzi. Handy ripara in pochi istanti il guasto e fa per andarsene. Nello stesso istante Lumpy prova a ripartire ma, confuso per via dell'abbondante sangue perduto, per errore innesta la retromarcia e parte a razzo, schiacciando Handy contro il suo carro attrezzi. Handy è ancora vivo, ma Lumpy rimane privo di sensi a schiacciare il pedale dell'acceleratore e Handy finisce per essere catturato nella ruota che gira, spappolandolo mentre dentro l'auto gli anatroccoli stanno nuotando nel lago di sangue di Lumpy.

#### Better Off Bread
Splendid sta infornando il pane, quando viene interrotto da una serie di emergenze da risolvere: Giggles che cade in un burrone, una petroliera schiantata che rilascia petrolio nel mare e un asteroide che sta per colpire la Terra. Nel risolvere ciascuno dei problemi, però, finisce per causarne altri: Giggles si spezza la spina dorsale quando viene presa da Splendid e il suo cadavere viene sempre più martoriato lungo la strada, la vista laser usata per tappare il buco nella petroliera finisce per dare fuoco al petrolio già uscito uccidendo gli animali che erano rimasti impantanati al suo interno e l'asteroide ricade comunque sotto forma di una pioggia di meteoriti, uno dei quali prende in pieno Toothy. Tornato a casa, Splendid scopre che ha bruciato il pane, quindi per risolvere la situazione decide di volare velocissimo intorno alla Terra per invertirne la rotazione e tornare all'inizio della storia, decidendo stavolta di ignorare le emergenze e concentrarsi unicamente sulla cottura del pane.

#### I Get a Trick Out of You
Lumpy fa il mago ad una festa di compleanno. Cuddles si offre volontario per farsi tagliare in due, ma una volta tagliato a metà Lumpy non riesce a rimetterlo assieme. Cuddles, con l'intestino tagliato in due, si ritrova in ambulanza con Lumpy, che, a causa della sua disattenzione, fa uscire la vittima dal veicolo. In ospedale, Lumpy uccide Cuddles mentre fa un altro trucco per tirare su di morale il coniglietto. Alla fine, credendo di sparire istantaneamente, Lumpy getta una bottiglia esplosiva per terra, morendo immediatamente.

#### Shard at Work
Handy è intento a cambiare una lampadina, ma non avendo le mani cerca di svitarla con i denti. La scala cade giù e Handy rimane appeso alla lampadina, finché questa non si rompe. Handy cade a terra con la bocca piena di cocci di vetro e circondato da altri cocci dovuti alle altre lampadine cadute assieme alla scala. Tirandosi su, Handy si pianta un altro pezzo di vetro nel piede e, cadendo all'indietro, gli finisce la boccia del pesce rosso in testa. Nel tentativo di togliersela, inizia a tirare testate dappertutto rompendo altre cose, finché non muore dissanguato e solo a quel punto la boccia si rompe quando una piuma si poggia su di essa.

#### Water Way To Go
Pop e Cub vanno in spiaggia. Il piccolo cerca di aprire una lattina che è stata agitata ripetutamente, e quando il padre la apre questa gli schizza tutto il contenuto in faccia e si conficca nella faccia di Cub. Successivamente, giocando con la sabbia, Pop seppellisce il figlio, per poi andare a prendere i gelati. Tuttavia nel mentre la marea sale e Cub finisce sott'acqua. Pop, non vedendo più il figlio (che in realtà è accanto ai suoi piedi), prende una barca e parte a cercarlo, senza rendersi conto che spingendo la barca e avviandola ha appena ucciso il figlio.

#### Out on a Limb
Lumpy abbatte un albero, che tuttavia cade sopra alla sua gamba. Cercando di liberarsi, la testa dell'accetta vola via impedendogli di tagliare il ramo dell'albero che sta schiacciando la sua gamba. Cercando nelle sue tasche qualcosa per liberarsi, trova solo un cucchiaino, una graffetta e un bottone: Lumpy decide quindi di usare il cucchiaino per amputare, in maniera lenta e dolorosa, la gamba intrappolata. Dopo ore e ore finalmente riesce nell'impresa, ma gli attimi di gioia sono brevi. Lumpy s'accorge infatti di essersi tranciato la gamba libera, mentre l'altra è rimasta ancora incastrata nell'albero. Non gli resta dunque che ripetere l'intera operazione, questa volta con la spilletta, dal momento che il cucchiaino s'è anch'esso rotto.
In questo episodio non muore nessun personaggio, ma è probabile che non resti molto da vivere a Lumpy, visto il dissanguamento.

#### Keepin' It Reel
Flippy si è appena seduto in un cinema e fa segno a Mime di far silenzio, mangiando i pop corn. Nel frattempo Lumpy, pieno di bevande e cibarie, va a sbattere contro il proiettore del film. Così la pellicola si rovina e inizia a produrre fasci di luce bianca, i quali fanno trasformare Flippy. La strage inizia con la morte di Mime, schiacciato sulla sua sedia da Fliqpy, continua con Petunia, la cui faccia viene fatta sbattere contro la macchina dei pop corn. Successivamente Fliqpy insegue Flaky, la soffoca e la usa come arma per uccidere Cuddles che lo guardava. Toothy, spaventato dagli eventi, inizia a camminare all'indietro e a guardarsi intorno. Nel frattempo il soldato prende il proiettore e lo infila nell'occhio del castoro, cogliendolo di sorpresa. Nel farlo, la pellicola si blocca completamente e Lumpy inizia a fischiare e lanciare pop corn insoddisfatto, con Fliqpy che spunta fuori da dietro. L'episodio finisce con la morte dell'alce.

#### A Hard Act to Swallow
Mentre sta leggendo un libro, Sniffles mangia una formica che stava cercando di mangiare le briciole del suo toast. La formica, da dentro lo stomaco di Sniffles, lancia un segnale di allarme al resto del formicaio, che parte tempestivamente al soccorso: dopo aver inchiodato Sniffles, sfondano i suoi denti per poter entrare, si calano da una corda legata all'ugola (che finisce poi per strappargliela via) e si creano una via di fuga annodando una vena in modo che il cuore di Sniffles si gonfi fino ad esplodere.

#### Let It Slide
Questo è l'ultimo episodio in cui Cub compare senza il padre. Viceversa, Pop apparirà senza Cub solo in Something Fishy. In un parco acquatico Lumpy si butta in uno scivolo e conclude la sua corsa travolgendo e uccidendo Cub. Si butta anche Flacky, ma i suoi aculei si conficcano per tutto il tubo e rimane scuoiata. Si butta Cuddles (da notare che gli aculei di Flacky sono del tutto scomparsi), ma un pezzo di tubo sporgente, causato da un cedimento della struttura, taglia a metà il coniglio. Nell'ultima scena si vede Lumpy che si allontana con addosso la pelle di Flacky.

#### Icy You
Nutty è in un negozio di dolciumi. Non ha soldi per fare acquisti, ma approfitta del fatto che Lumpy, il commesso, è temporaneamente immobilizzato per rubare tutto quello che può. La sua attenzione viene attirata da un distributore di sciroppo. Si attacca allora alla cannella del distributore e comincia a succhiare avidamente. Dopo essersi riempito, però, non riesce più a staccarsi: lo sciroppo è così freddo che la bocca dello scoiattolo s'è letteralmente gelata e saldata alla cannella. Con uno strattone Nutty riesce a liberarsi, non senza che metà della sua faccia si strappi. Indietreggiando goffamente urta uno spuntone sporgente di uno scaffale, scoppiando come un palloncino, svolazzando per tutto il negozio e terminando il suo "volo" nell'atrio. Nutty è ancora vivo, ma le porte scorrevoli si chiudono sulla sua testa, distruggendogliela. Lumpy, intanto, nell'atto di pulire il negozio interamente lordo di sangue e viscere di Nutty, scivola e cade.

#### Hello Dolly
Petunia porta a spasso un orsacchiotto con un passeggino, ma trova per terra l'idolo d'oro e decide di sostituirlo al bambolotto. Durante il suo tragitto verso casa l'idolo porta disgrazie e chiunque incontri subisce una morte grottesca: Cub viene ucciso da un getto d'acqua violentissimo di un idrante, che manda l'orsetto a sbattere contro un muro, a Disco Bear scoppia la testa quando l'audio del suo lettore sale all'impazzata. Infine anche Petunia va incontro al tragico destino: mentre è a letto le molle del materasso saltano, la infilzano e la eviscerano.

#### Remains to be Seen
È la notte di Halloween e una buona parte degli Happy Tree Friends stanno andando in giro a fare dolcetto o scherzetto. Nel frattempo, Flippy sta trasportando sostanze tossiche e si ferma per far passare il gruppo. Ma il tubo di scappamento fa un piccolo botto e trasforma il conducente, che schiaccia tutti, andando a sbattere contro un albero. Lumpy seppellisce tutti, ma le sostanze tossiche trasformano i cadaveri in zombi e iniziano a inseguire Lumpy. Il capo degli zombi è un Fliqpy senza gambe ma molto determinato nell'uccidere l'alce. Nel farlo gli stacca un braccio con un morso e ruba le gambe a Handy. Intanto Lumpy ha sostituito il braccio con un soffiafoglie, mostrando la perplessità di Fliqpy che gli salta addosso. Nel farlo, gli finisce l'attrezzo nell'occhio e lo fa esplodere, uccidendo tutti gli zombi. Il becchino tira un sospiro di sollievo, ma gli si presenta il braccio precedentemente staccato da Fliqpy, dotato di vita propria. L'arto alla fine dell'episodio cerca di picchiare Lumpy, e non è chiaro se l'alce sopravviva o meno alla situazione.

#### Stealing the Spotlight
Lumpy è geloso delle decorazioni natalizie di Pop e fa di tutto per battere il vicino di casa. Nel frattempo, Pop provoca gravi lesioni al figlio mentre prepara altre decorazioni. Infine Lumpy costruisce un faro gigantesco che uccide chiunque si trovi per strada a causa dell'enorme quantità di luce che emana.

#### Ski Ya, Wouldn't Wanna Be Ya!
Flacky si ritrova suo malgrado sulla vetta di un monte, senza sci per scendere. Per sbaglio pesta una tavola di legno con chiodo sporgente e, questo curioso snowboard di fortuna, le consente di scendere a razzo verso valle, mentre una valanga sopraggiunge alle spalle. Un tronchetto sul terreno le ancora la tavoletta e Flacky vola letteralmente alla baita di Disco Bear, sfonda la recinzione e "bussa" alla porta. Flacky pare salva, invece l'impatto con la recinzione l'ha tranciata di netto in mille pezzi. La valanga termina la sua corsa sfondando la baita. Disco Bear sopravvive ma, nell'ultimo istante, una tavola di legno chiodata gli si conficca nel cranio.

#### Blind Date
The Mole ha un appuntamento con Giggles ma, per errore, invece di andare a prendere lei, passa a casa di Lumpy. Lumpy è piuttosto stranito, ma decide di "stare al gioco", dal momento che The Mole gli offre dei cioccolatini, di cui è ghiotto. Sono diretti verso un ristorante, ma lungo il tragitto hanno un incidente con un tir in panne bloccato di traverso sulla carreggiata. Handy è l'operaio che sta controllando il motore del tir e lo scontro con l'auto di The Mole provoca la chiusura di scatto del cofano e la decapitazione del castoro arancione. The Mole e Lumpy proseguono con l'auto scoperchiata. Lumpy è morto, poiché nell'incidente ha perso parte della calotta cranica e ora ha il cervello scoperto. Il cervello viene scelto da una coppia di uccellini come nido, che prendono a beccarlo in continuazione e scatenando così delle reazioni involontarie nel corpo esanime di Lumpy. Le reazioni provocano delle buffe situazioni con The Mole, che scambia i movimenti di Lumpy per delle risposte ai suoi approcci. Dopo il ristorante la coppia si apparta su un promontorio, spingendo letteralmente via un'auto che prima stazionava sul posto e facendola precipitare. A bordo c'erano Petunia e Disco Bear. La serata si conclude con l'accompagnamento a casa di Lumpy, che però viene scorrazzato a casa di Giggles, che fino a quel momento aveva atteso l'arrivo di The Mole. La puntata si conclude con la schiusura di un uovo della coppia di uccellini che avevano scelto il cervello di Lumpy come casa.

#### Suck It Up!
Sniffles è raffreddato e si rende conto, proprio per questo, di non rappresentare un pericolo per le formiche, che anzi lo sbeffeggiano. Da questa situazione matura l'idea di creare un marchingegno da applicare al volto che aspiri al posto suo. Inizialmente l'invenzione pare essere funzionale e pratica, ma le formiche capiscono come sfruttarla a loro vantaggio e la rivoltano contro lo stesso Sniffles: prima aspira, suo malgrado, delle puntine da disegno e dell'acido altamente corrosivo, poi il tubo del marchingegno gli si incastra al lato del cranio e lo inghiotte letteralmente. Una formica poi inverte il comando della macchina, che erutta ciò che rimane di Sniffles.

#### From A to Zoo
Lumpy porta in visita allo zoo Petunia, Toothy, Cuddles, Sniffles e Flaky. Sniffles vuole farsi fotografare con un babbuino, ma appena Lumpy gli scatta una foto, l'animale ha un'assurda reazione isterica (simile alle comparse di Fliqpy) e uccide Sniffles, strappandogli ad uno ad uno gli organi. Lumpy non riesce a sedare in tempo l'animale in quanto la prima freccetta sedativa, lanciata con una cerbottana, colpisce Petunia, che cade nel rettilario. La seconda invece è piazzata erroneamente, e Lumpy si colpisce la sua stessa gola, addormentandosi. Quando rinviene, cerca di salvare Petunia, ingoiata viva da un serpente, ma quando riesce a liberarla nota che la ragazzina è morta soffocata dal veleno del serpente. Poi accorre da Toothy e Cuddles, che stavano cercando di stuzzicare un rinoceronte attraverso un buco della sua recinzione. Cuddles scappa subito, invece Toothy è troppo basso per arrivare a vedere la reazione del rinoceronte attraverso il buco e chiede a Lumpy di sollevarlo. Toothy così comincia ad osservare l'animale. Nel frattempo Cuddles nota un attrezzo al quale sono attaccati dei palloncini. Soffia dentro al tubetto dell'attrezzo e inizia a cantare con una voce resa molto più acuta. La scena si sposta alla recinzione del rinoceronte. Lumpy sente un urlo e così vi accorre, non prima di aver poggiato Toothy su una cassa, per consentirgli di vedere ancora il rinoceronte. Non si accorge però che la testa del castoro è stata trafitta dal corno del rinoceronte. Lumpy così si accorge che l'urlo proveniva da Flaky, spaventata enormemente da dei...pulcini. Lumpy cerca di calmarla, ma Flaky comincia a urlare istericamente dal terrore. Lumpy così la porta via di corsa dall'aia, ma non fa che peggiorare le cose. Sta infatti pestando accidentalmente non meno di tre pulcini, e inoltre scivola cadendo tra una miriade di pulcini. Quando si rialza, Flaky ne ha infilzati inavvertitamente alcuni con gli aculei, ed è sempre più terrorizzata. La scena si sposta di nuovo a Cuddles. Il coniglietto nota lo stesso babbuino che ha ucciso Sniffles. In precedenza l'animale è stato punzecchiato da Cuddles e Toothy, e il coniglietto comincia a indietreggiare. Il babbuino infatti lo sta guardando malignamente. Mentre Cuddles indietreggia, il suo occhio destro finisce infilzato nel tubetto dell'attrezzo per i palloncini, quello sinistro si gonfia d'elio, diventando simile a un palloncino. L'elio stesso avvelena il coniglietto. Il babbuino si allontana con la fotocamera, mentre sul posto arrivando Lumpy e Flaky, che ormai è in uno stato quasi irreversibile. Lumpy allora decide di dargli un palloncino. Lo porge a Flaky, e comincia ad allontanarsi dallo zoo in tutta fretta. Flaky sembra contenta del regalo e si sta progressivamente calmando, ma guarda a terra e fa un'assurda scoperta: quello che credeva fosse un palloncino in realtà è una cosa che Lumpy non ha notato, ed è l'occhio gonfiato di Cuddles. Così stava trascinando inconsapevolmente il corpo dell'amico. Questo è troppo per Flaky, che sviene. Poco dopo, Lumpy arriva all'autobus. È esausto e fa l'appello degli alunni, ma avviene una cosa assurda: i corpi di Petunia e Toothy si sono materializzati nell'autobus. Nel mezzo ci sono anche Flaky, ridotta definitivamente in uno stato di shock, che tiene per il nervo dell'occhio, il corpo di Cuddles. Manca Sniffles, al suo posto c'è il babbuino che però inganna Lumpy, infilando gli occhiali del formichiere. Lumpy così è convinto che tutti siano presenti e fa partire l'autobus. Però, durante il viaggio, il babbuino ha ancora la fotocamera, e cercando probabilmente di capirne il meccanismo, scatta per sbaglio una foto, il flash lo fa di nuovo impazzire, come all'inizio della puntata. La visuale della puntata sparisce, ma si sentono le urla del babbuino impazzito che provoca un incidente all'autobus, e forse le morti di Lumpy e Flaky. 
Questa puntata e A Sucker For Love sono le uniche puntate di Internet la cui durata è uguale a quella delle puntate televisive.

### Stagione 3

#### Read 'Em and Weep
Alla vendita di libri usati di Toothy, Cub chiede a Pop di comprargli un libro. Dal momento che il libro scelto da Cub è troppo costoso, Pop decide di prendere uno di quelli nel cestone dei prezzi bassi, finendo per acquistare una copia del Necronomicon. Pensando sia un libro di favole, Pop legge il libro a Cub, invocando una nuvola scura sopra la casa che porta una moria di uccelli nella zona. Pop dà la buonanotte a Cub, e poco dopo un bagliore verde appare sotto il letto del piccolo, che la mattina dopo si presenta con un colorito verdastro e lo sguardo spento. Dopo che Cub gli ha vomitato in faccia, Pop apre alla porta dove c'è Petunia che sta vendendo i biscotti delle scout, ma questa viene presa dai tentacoli che iniziano a fuoriuscire dalla bocca di Cub, che la squartano e la mangiano. Pop chiama Lumpy per esorcizzare il figlio: l'alce riesce nell'impresa, ma Pop, non rendendosi conto che Cub è tornato come prima, uccide il piccolo a badilate. Il corto si chiude con Pop e Lumpy davanti alla lapide di Cub, mentre un tentacolo fuoriesce dalla bocca dell'alce.

#### Can't Stop Coffin
Mentre sta giocando a baseball con Toothy, Russell e Cro-Marmot, Cuddles scavalca una staccionata per recuperare la pallina andata fuori campo. Nel farlo, però, cade accidentalmente dentro una bara che sta venendo sotterrata. Cuddles cerca di chiedere aiuto, ma Lumpy ha le cuffie e non può sentirlo mentre sotterra la bara. Dopo aver bussato e grattato contro il coperchio fino a scarnificarsi tutte le dita, Cuddles accende un fiammifero e dà accidentalmente fuoco alla bara. L'incendio viene spento quando Lumpy bagna la terra sopra alla bara, ma andandosene dimentica la manichetta aperta e la bara si allaga. Lumpy nota la cosa e chiude il tubo, per poi prendere il furgone e andarsene. Tuttavia mette accidentalmente la retromarcia e va addosso alla bara di Cuddles, lanciando nel mentre la lapide addosso a Cub. La ruota del furgone di Lumpy riesce a liberare Cuddles, ma finisce anche per spingere tutta la bara più in fondo, finendo nella casa di Mole che, scambiando la bara per il frigorifero, la apre e prende un occhio di Cuddles pensando sia una mela. Il coniglietto, più morto che vivo, riesce a uscire, ma il furgone di Lumpy cade sulla sua testa uccidendolo una volta per tutte, mentre il torsolo dell'occhio di Cuddles sta sul tavolo del salotto di Mole.

#### We're Scrooged!
Lumpy, che interpreta una parodia di Ebenezer Scrooge, ruba i soldi dell'elemosina di Mole e poi va al suo negozio di giocattoli, dove Toothy fa l'operaio e sta lavorando su delle dentiere a molla. Mentre Lumpy testa l'ultima dentiera prodotta, questa stacca un dito a Toothy. Il dito mozzato finisce in mano a Cuddles, che pensa sia un giocattolo e si diverte a usarlo per spruzzare sangue addosso a Giggles. Pensando di poterci fare profitto, Lumpy uccide Toothy gettandolo nella scatola delle dentiere a molla, che lo fanno a pezzi, e inizia a vendere tutte le parti del suo corpo come fossero giocattoli. Quando i resti di Toothy sembrano essere finiti, Sniffles arriva con una valigia piena di soldi: Lumpy si accorge che in realtà è rimasto ancora un rene, che si trova in cima allo scaffale, e si arrampica per recuperarlo. Arrivato in cima, però, prende per errore una trottola e se la pianta in un occhio. Lumpy si strappa via l'occhio dolorante, mentre Sniffles se ne va: Lumpy prova a vendergli una racchetta da Paddleball ricavata dal suddetto occhio, ma non basta a convincerlo. Lo scaffale e una cassaforte sopra di esso poi cadono addosso a Lumpy, uccidendolo. I suoi denti finiscono sul bancone del negozio e vengono "acquistati" da Mole in cambio del sassolino che Lumpy stesso gli aveva messo nella pentola dei soldi dell'elemosina all'inizio.

#### A Sucker For Love
Pop regala a Cub un leccalecca gigante, che presto attira l'attenzione di Nutty che glielo ruba. Cub si mette a piangere, richiamando all'attenzione il padre adirato. Pop e Nutty si contendono il leccalecca, che finisce per appiccicarsi sulla faccia di Cub: per staccarlo, Pop strappa via la faccia del figlio. Il leccalecca vola via e Nutty inizia a inseguirlo finché non cade in un burrone. Nutty inizialmente ci rimane male, ma la sua attenzione viene immediatamente colta da un distributore di chewing gum nei paraggi. Nutty inserisce una moneta nel distributore, ma non viene giù nulla, quindi lo scoiattolo decide di sfondare il distributore con un bidone dei rifiuti e prendersi tutto. Nel prendere le gomme, tuttavia, finisce per mangiare anche dei vetri rotti del distributore, che gli si conficcano prima nei denti mentre le mastica e poi in faccia quando fa un pallone con le gomme. Dopo essere stato medicato con emergenza da Mole, che fa l'infermiere, Nutty nota un negozio di caramelle e si perde in una lunga e dettagliata fantasia dove si sposa con una scatola di cioccolatini e ha dei figli da essa, salvo poi scoprire che questa lo tradisce con Lumpy, quindi finisce in carcere per tentato omicidio ma dopo essere uscito riesce a rimettersi con la scatola e passa il resto della sua vita con lei finché questa non muore.
Uscito dalla fantasia, Nutty decide di prendere la scatola, ma il negozio è chiuso. Cercando disperatamente di aprire la porta, fa cadere giù l'insegna del negozio, che gli taglia la coda. Correndo in preda al panico, Nutty viene investito dall'ambulanza di Mole, che sta portando Cub in ospedale.

#### Just Desert
Lumpy, che si era preparato per un'escursione in montagna, finisce erroneamente nel deserto. Si nasconde dietro una roccia per ripararsi da un tornado, che riesce a portargli via le corna. Dopo essersi tolto gli indumenti pesanti, Lumpy finisce per vagare senza meta sotto il sole cocente quando fortunatamente riesce a trovare un'oasi per rinfrescarsi e passare la notte tranquillo. La mattina dopo, lavandosi i denti nel lago dell'oasi, Lumpy si rende conto che in realtà l'oasi era solo un miraggio quando, dopo aver passato lo spazzolino, inizia a sputare sangue e denti. Lumpy si trova adesso sepolto in mezzo alla sabbia, con gli avvoltoi che volano in circolo sopra alla sua testa e che presto scendono giù per farlo a pezzi. Persa la parte inferiore del corpo, Lumpy cerca di trascinarsi via ma finisce per venire ucciso dal tornado, ironicamente a pochi passi dalla spiaggia dove Pop e Cub stanno passando la mattinata tranquilli a pescare. Cub si mette ad ascoltare il teschio di Lumpy come se fosse una conchiglia.

#### Peas in a Pod
Una meteora, infrangendosi a contatto con l'atmosfera terrestre, rilascia un seme che viene incautamente piantato da Lumpy nel suo orto. La pianta germoglia immediatamente e ne nasce, come frutto, un duplicato di Lumpy. L'alce usa il suo nuovo clone come servo per lavorare al posto suo. Quando il clone, tagliando legna, si amputa accidentalmente una gamba, questa ricresce subito mentre dalla gamba mozzata esce un secondo clone. Ben presto Lumpy decide di approfittare della cosa e invita i due cloni a mutilarsi a vicenda in modo da generare ancora più cloni per poter fare più faccende contemporaneamente. Sembra andare tutto a posto, ma il lavorare in automatico dei cloni porta problemi quando altra gente arriva in zona: l'addetto a pulire le finestre inizia a lucidare la faccia di Sniffles fino a raschiarla via, mentre quello che aggiusta la cassetta delle lettere uccide Petunia a martellate, il cui occhio viene piantato nell'orto dal clone giardiniere. Quando Lumpy vede Cuddles venire inseguito e ucciso da uno dei cloni, capisce che c'è un problema e prende l'aeroplano per uccidere i cloni spargendo veleno sull'area: i cloni apparentemente muoiono sul colpo, così come anche Toothy che inala troppo veleno e vomita tutti i suoi organi interni, ma poco dopo i cloni si risvegliano come se avessero solo dormito per qualche minuto. Il giorno dopo, Lumpy è l'unica persona rimasta in un mondo abitato unicamente dai suoi cloni.

#### Wrath of Con
Questo è il primo episodio della serie ad essere animato in widescreen e alta definizione.
Sniffles vuole andare alla fiera del fumetto per incontrare Splendid, ma non avendo il badge non viene fatto passare all'ingresso. Nel mentre, Splendid sta firmando autografi, ma con la sua forza rompe la penna con cui sta firmando un fumetto per Mime. Lanciando via la punta della penna, finisce per uccidere Mime, Disco Bear e Russell trapassandoli. Finita l'ora degli autografi, Splendid se ne va quando passando vede Giggles triste perché si è scaricata la batteria della sua spada laser giocattolo. Splendid usa la sua vista laser per ricaricarla, ma adesso il giocattolo è diventato un'arma funzionante e Giggles uccide Petunia dopo averla agitata una volta, e la spada successivamente si squaglia addosso a Giggles che prende fuoco. Splendid va al palco delle conferenze, ma rompe accidentalmente il microfono, quindi decide di usare la sua super voce per farsi sentire: come risultato la stanza trema e le orecchie di Toothy, Cuddles e Handy esplodono. Giggles, con la testa in fiamme e mezza sciolta, entra nel padiglione e appicca fuoco a tutti: per risolvere la situazione Splendid decide di inspirare tutta l'aria nella stanza, facendo però soffocare il pubblico in sala, quindi la risoffia fuori schiacciando tutti contro il vetro in fondo e facendo saltare in aria l'intero edificio. Splendid è l'unico sopravvissuto al disastro, oltre a Sniffles che solo in quel momento ha appena ritrovato il badge nelle sue tasche. Vedendo il suo eroe, Sniffles si avvicina per chiedergli un autografo, ma per poter prendere il fumetto da autografare Splendid lascia andare le macerie che stava sorreggendo e uccide anche Sniffles.

#### All Flocked Up!
Lumpy cerca di aiutare un uccellino caduto dal nido a tornare a casa, che si trova su uno dei rami più alti di un albero molto alto. Prova ad usare un montacarichi per salire su, ma quando sembra avercela fatta per raggiungere il nido accidentalmente tocca una leva e riporta il montacarichi giù di fretta, distruggendogli completamente il naso che viene scartavetrato giù per tutto l'albero. Il suo secondo tentativo prevede di usare una sedia a cui sono legati dei palloncini, ma non riesce a toccare il ramo per fermarsi e va troppo in alto: così prova a usare la fionda per scoppiarne alcuni e scendere di quota, ma manca la mira e colpisce invece Toothy, che stava coprendo il tetto di casa sua di catrame e ci cade a faccia in giù, perdendoci la faccia. Lumpy decide allora di togliere i palloncini in eccesso tagliandoli via, ma al primo palloncino tolto cade giù fortissimo. Si aggrappa ad un ramo ma il braccio gli si strappa via, rimanendo attaccato per miracolo. Fortunatamente Lumpy si trova proprio all'altezza del nido dell'uccellino, che riesce a tornare a casa: purtroppo il braccio di Lumpy nel mentre si stacca del tutto e l'alce si sfracella a terra in mille pezzi. Poco dopo l'uccellino cade giù dal nido nuovamente, e stavolta ad aiutarlo è Mole che riesce senza fatica ma porta su erroneamente il cuore di Lumpy al posto dell'uccellino.

#### Something Fishy
A scuola è la giornata in cui gli alunni portano in classe i loro animali domestici per mostrarli ai compagni. Russell ha come animaletto un piranha, che punta con sguardo affamato verso il criceto di Sniffles. Giggles allontana la gabbia del criceto per calmare il pesce, ma questo salta dentro al suo bicchiere d'acqua mentre lei non sta guardando. Giggles beve l'acqua e ingerisce il piranha, per poi sentirsi male e chiedere di andare in bagno: arrivata al gabinetto, la scoiattolina viene divorata da dentro dal pesce carnivoro, che successivamente passa dalle tubature e va a mangiare Petunia che si trova seduta nel bagno accanto. Successivamente sbuca dal lavandino e mangia le mani di Flaky, che scappa urlando col pesce attaccato al dito che staccandosi ricade nella sua boccia dato che Russell stava passando nel corridoio in quel momento. In quel momento arriva Lumpy ad avvertire Russell che è ora della recita e che lui deve interpretare il ruolo dell'astronauta, ma per errore invece del casco gli mette in testa la boccia col piranha dentro, che mangia la sua faccia. In preda al panico, Russell agita l'asta della bandiera che stava impugnando e uccide Mime e Sniffles con essa, e il pubblico acclama Russell mentre la sua testa cade a terra.

#### Without a Hitch
L'episodio è interamente in bianco e nero (ad eccezione del rosso del sangue) e i personaggi sono muti (ma la musica e gli effetti sonori sono comunque presenti), per creare l'effetto "vecchio film horror".
Flaky sta guidando in piena notte e dà un passaggio a Flippy, che sta facendo l'autostop. Questo tira fuori un pezzo di formaggio dall'odore talmente forte che Flaky deve mettere la testa fuori dal finestrino per prendere aria: la cosa si rivela essere un piano architettato da Fliqpy, che alza il finestrino con l'intento di decapitare Flaky. L'ultima scena si rivela essere una fantasia di Flaky, che per paura di essere uccisa passa dritta e non si ferma per far salire Flippy. La porcospina si ritrova costretta a fermarsi poco dopo quando le si buca una gomma, e in quel momento inizia anche a piovere. Mentre cerca di cambiare la ruota, Flippy si avvicina: Flaky è convinta che lui la ucciderà e prenderà possesso dell'auto, ma in realtà l'orso la aiuta a cambiare la ruota senza troppi problemi. Mentre Flaky va in panico per l'ennesima fantasia in cui Flippy la uccide, stavolta sfasciandole la testa contro il finestrino e legando un rasoio al tergicristallo in modo che questo le affetti la faccia, finisce per schiantarsi contro un palo della luce. Flippy cerca di aiutare Flaky a uscire dalla carcassa dell'auto, ma convinta che lui voglia ucciderla prende un pezzo di vetro e lo pianta nell'occhio di Flippy, che scappando muore investito sotto il camion di Lumpy. Il camion pare sul punto di schiantarsi contro l'auto di Flaky, ma si ferma per un pelo prima dell'impatto. Flaky tuttavia muore lo stesso per colpa dell'airbag.

#### Swelter Skelter
Fa caldo. Scendendo dallo scivolo, Giggles si porta via tutta la pelle dietro. Lifty e Shifty, vedendo passare Nutty con un gelato in mano, decidono di rubarglielo. Dopo avergli rotto il cranio facendogli lo sgambetto, il gelato cade a terra e si squaglia immediatamente. In quel momento però passa il carretto dei gelati e, vedendo Cro-Marmot scendere da esso, decidono di rapirlo e portarlo a casa loro per usarlo come climatizzatore. I due si godono il fresco, ma dopo un po' si rendono conto di stare troppo al freddo, al punto che le loro bibite sono completamente congelate e impossibili da bere. I due si trovano costretti a coprirsi per sopportare il freddo, ma quando addirittura inizia a nevicare dentro casa decidono di sbattere Cro-Marmot fuori casa: la porta tuttavia è congelata e non si può aprire, e anche la fiamma ossidrica si congela all'istante quando provano a usarla per aprirla. La fiamma congelata dopo un po' prende fuoco di nuovo, e a contatto col gas che esce dall'ugello crea un'esplosione che uccide e congela Lifty sul colpo. Shifty subito dopo scivola sulla pozza di sangue a terra e si impala contro il muro di spuntoni di ghiaccio dentro cui si trova il fratello.

#### I Nub You!
Cercando di salvare il suo uccellino che si era appoggiato sotto ad una finestra che non sta bene aperta, Petunia perde entrambe le mani. Ben presto finisce per instaurare una relazione con Handy, che si trova nella sua stessa situazione. I due vanno a giocare a bowling, e dato il loro essere impossibilitati a usare la palla decidono di essere loro stessi le palle e lanciarsi sulla pista, ma così facendo finiscono per venire spappolati nel macchinario che raccoglie e rimette a posto i birilli. Salvati al pronto soccorso, i due finiscono per essere messi assieme in una persona sola che sul davanti è Handy e dietro è Petunia, con in aggiunta le braccia di Lumpy che si è sacrificato per la loro causa. Tutto sembra andare a posto finché l'uccellino di Petunia non torna e strappa via i punti di sutura smembrando la chimera e uccidendola.

#### A Bit of a Pickle
Questo episodio introduce i personaggi di Lammy e Mr. Pickels.
Vedendo Lammy e Mr. Pickels che prendono il tè assieme, Petunia decide di unirsi col suo orsacchiotto. Mentre Petunia va a riempire la teiera che è vuota, Mr. Pickels decapita l'orsacchiotto: Lammy cerca di rimetterlo assieme, ma Petunia pensa sia stata la pecora. La puzzola non fa in tempo a reagire che Mr. Pickels la strangola: Lammy cerca di salvarla, ma in quel momento passa Flaky che pensa che sia lei quella che sta strangolando Petunia. Mr. Pickels va quindi a investire Handy col suo stesso furgone, di cui Lammy poi riprende il controllo. Lumpy, che sta facendo il vigile, inizia a venire dietro a Lammy e Flaky dato che entrambe stanno sorpassando il limite di velocità, e lungo la strada investe Cuddles. Flaky si ferma per via di un tronco in mezzo alla strada, ma viene uccisa quando Lammy, frenando bruscamente, getta tutto il carico del furgone di Handy in avanti. In quel momento arriva Lumpy armato di taser, che fulmina Lammy in un occhio e la sbatte in carcere. Mr. Pickels la raggiunge e inizia a pugnalare il pupazzo calzino che la pecora si era fatta per avere compagnia nel frattempo.

#### See You Later, Elevator!
Mime, Cuddles, Giggles e Sniffles stanno salendo sull'ascensore. Mentre chiama l'ascensore, Pop getta dalla finestra il fiammifero con cui si è acceso la pipa, che viene portato dal vento al piano di sotto dando fuoco all'ufficio in cui si trova Toothy. L'allarme antincendio suona e l'ascensore si blocca, salvo scendere di colpo quando si spezza una delle funi. Nel mentre Lumpy il pompiere arriva al salvataggio, ma non riuscendo ad aspettare l'arrivo dell'ascensore decide di salire le scale. L'ascensore si ferma, ma mentre Sniffles sta uscendo le porte si richiudono e viene tranciato in due. Mentre Lumpy fa appena due scalini, l'ascensore si ferma ad un altro piano, ma quando si aprono le porte la cabina è già a metà di sotto. Cuddles cerca di uscire, ma le porte si richiudono e viene anche lui tagliato in due. Lumpy arriva al piano a cui si trova l'ascensore e, dopo aver vomitato dalla fatica, arriva ad aprire l'ascensore a colpi di ascia. La porta dell'ascensore però si apre in quel preciso momento e Lumpy finisce per accettare la testa di Mime. L'ascensore si richiude e riprende a scendere, allora Lumpy apre le porte con l'ascia e si cala lungo l'intestino di Cuddles, riuscendo a salvare Giggles. Il palazzo esplode, rilasciando i cadaveri carbonizzati di Handy e Pop e l'ascensore, che si spiaccica addosso a Giggles. Arriva Lumpy che cerca di rianimare invano la metà inferiore di Cuddles, che si gonfia fino ad esplodere quando l'alce cerca di fare la respirazione bocca a bocca dal moncone di intestino sporgente.

#### Clause for Concern
Pop lava il costume di Babbo Natale che deve indossare per il suo lavoro al centro commerciale, mentre Cub si nasconde nel sacco. Pop esce di casa vestito da Babbo Natale. Non riuscendo a chiudere il bagagliaio dell'auto col sacco dei regali dentro, lo sbatte ripetutamente mentre nel sacco si sentono dei versi. Lungo la strada, un urto con una roccia apre il bagagliaio quanto basta per far uscire del tutto il sacco, che rimane attaccato per un pelo e viene trascinato lungo la via lasciandosi dietro una scia di sangue. Mentre Pop si ferma ad un semaforo, un branco di cani randagi si interessa al sacco: nel tentativo di proteggerlo, Pop lancia il sacco sui binari e viene investito da un treno di passaggio. Pop aspetta che il treno finisca di passare per riprendere il sacco, ma data l'estrema lunghezza del veicolo finisce per addormentarsi. Quando si sveglia cerca di prendere il sacco, ma viene interrotto prima da un altro treno e poi da Mole che passa su un vagone a manovella. Riesce a prendere il sacco e ad arrivare al lavoro, ma trova i vari giocattoli dentro sporchi o rotti: viene fuori che i cani erano interessati al sacco perché al suo interno in mezzo ai regali era presente per errore una fila di salsicce. Il corto si chiude con la rivelazione che il sacco in cui si era nascosto Cub era un altro che è rimasto a casa sano e salvo, ma dopo i titoli di coda si vede Pop che torna a casa triste e aprendo la porta finisce per spiaccicare e uccidere il figlio.

#### The Chokes on You
Mole e Lumpy lavorano in un negozio di ciambelle. Per fare un assaggio, Lumpy ingoia una ciambella intera, che gli si incastra in gola. Cercando di chiedere aiuto, scontra contro un mobile facendo cadere un coltello che gli infilza la mano, e alzando la mano si infilza anche la gola, riuscendo però a salvarsi dal soffocamento. Provando nuovamente a mangiare la ciambella, questa si incastra nuovamente sporgendo dalla ferita nel collo. Impalandosi di nuovo il coltello nella gola, Lumpy inizia a perdere i sensi, immerge la mano nella friggitrice e scivola su una ciambella sporca di sangue sul pavimento, cadendo a faccia a terra sul tavolo da lavoro di Mole che inizia a impastare la sua mano rigonfia pensando sia impasto per le ciambelle e ne fa anche delle ciambelle. Cercando di scappare, Lumpy finisce per strapparsi via la mano fritta e ricade sul tapis roulant che lo fa a pezzi. Nel mentre, Mole continua il suo lavoro imperterrito e va a vendere a Flaky una ciambella fatta con la mano di Lumpy, con la quale la porcospina finisce per soffocarsi a sua volta.

#### Royal Flush
Lammy riceve la visita di Giggles e Petunia, a cui poco dopo si aggiunge anche Flaky, la cui presenza non era tuttavia prevista dalle altre. Il gruppo gioca a poker e Lammy porta i panini e la limonata che aveva preparato in precedenza: a sua insaputa, però, Mr. Pickels si nasconde in uno dei panini. Il panino "truccato" finisce a Flaky, che successivamente espelle il cetriolo al gabinetto con dolore. Lammy si preoccupa per il tempo eccessivo che la porcospina sta passando in bagno: Flaky sta infatti cercando di togliere le tracce di sangue dal gabinetto, ma nel mentre Mr. Pickels le toglie il tappeto da sotto i piedi facendola scivolare e così facendo il suo cranio viene trapassato dallo sturalavandini. Lammy entra in bagno e trova Flaky morta con la faccia nel gabinetto. Nel mentre Mr. Pickels raggiunge il tavolo da poker: Lammy lo ferma, ma nel mentre il mazzo di carte viene sparato addosso a Giggles, che viene affettata in mille pezzi. Petunia intanto prende l'aspirapolvere per spazzare via un'oliva caduta a terra, ma aspira anche Mr. Pickles inceppando il macchinario: mentre lei guarda cosa non va, Mr. Pickels esce da dietro e l'aspirapolvere riparte, aspirando l'occhio di Petunia. Lammy cerca di salvare Petunia, ma vedendo che tirando le sta venendo via tutto il cervello prova a invertire il flusso d'aria, ma come risultato la puzzola si gonfia ed esplode. Nel mentre Mr. Pickels finisce di spingere la carcassa di Flaky giù nel gabinetto.

#### Brake the Cycle
Mentre Toothy sta aggiustando la sua bicicletta. Un uccellino gli porta via l'ultimo bullone. Pensando semplicemente di aver finito, il castoro riparte senza problemi finché non arriva ad una discesa ripidissima: per via del pezzo mancante, i freni della bici non vanno e la ruota posteriore finisce per prendere fuoco. La bici viene fermata un attimo quando sbatte contro un tronco per strada, ma presto torna in strada: tuttavia mentre era in aria il sellino si è staccato, e ora Toothy ha il tubo sotto il sellino incastrato nel sedere. Nel mentre, Lumpy sta facendo il pieno alla moto preparandosi per saltare un fossato: tuttavia, non guardando mentre riempie il serbatoio, finisce per versare parecchia benzina a terra e quando Toothy con la sua bici in fiamme passa di lì Lumpy prende fuoco con la sua moto. Toothy fa il salto del fossato per un pelo, cadendo faccia a terra: quando si rialza scopre che il blocco dei pedali gli si è conficcato nel petto e la bici, cadendo giù nel burrone, gli sta srotolando via l'intestino. Il castoro viene salvato quando l'uccellino di prima torna e svita via un altro bullone nel mezzo sganciando la bici dai suoi organi, ma cadendo di sotto la ruota della bici finisce per affettare la testa di Mime, che stava facendo un picnic con Cro-Marmot. Toothy viene poi investito dallo scheletro in fiamme di Lumpy, ancora a bordo della sua moto, mentre l'uccellino porta un altro bullone al suo nido dove un uovo si schiude e nasce un pulcino di chiave inglese.

#### Random Acts of Silence
Flippy fa il bibliotecario e si accerta che tutti stiano in silenzio. Dopo aver zittito Nutty e Sniffles, riprende Mime che trascina una sedia in maniera rumorosa: gli porta via la sedia che stava prendendo e gliene dà una a rotelle, ma ben presto la renna riprende a far rumore maneggiando la leva per aggiustare l'altezza. Flippy a questo punto fa sedere Mime su una pila di libri, ma questo fa comunque rumore maneggiando il temperamatite, cosa risolta dall'orso temperandogli la matita personalmente col machete. Nutty e Sniffles cercano di uscire dall'uscita di emergenza, ma fanno partire la sirena d'allarme, che trasforma Flippy in Fliqpy. Fliqpy quindi buca gli occhi di Sniffles con due matite e tritura Nutty mettendogli una mano nel temperamatite, per poi tagliare un occhio di Mime con un foglio di carta e spellarlo completamente col suo machete. L'episodio si conclude con Flaky che viene a restituire un libro e Fliqpy che lo timbra usando la mano mozzata di Nutty.

#### Breaking Wind
Mentre sta leggendo un libro (che dalla copertina sembrerebbe essere Twilight), Splendid viene interrotto da un'allerta tornado. Splendid si porta dietro il libro mentre va al soccorso, e mentre Cuddles, Giggles e Mole vengono portati via dal tornado Lumpy viene salvato dal supereroe. Quando il libro di Splendid viene risucchiato via, Splendid lega Lumpy al microfono che stava impugnando per tenerlo in sicurezza: tuttavia la sua gamba resta impigliata nel cavo, e così mentre prende il volo finisce per strizzare l'alce. Fortunatamente Splendid si rende conto della faccenda e taglia il filo con la vista laser per liberarsi, ma successivamente finisce per uccidere Cuddles quando una pagina del libro gli va in faccia. Splendid inizia quindi a preoccuparsi più di recuperare le pagine che si staccano dal libro che di tutto il resto, finché non decide di inalare l'intero tornado per risolvere la situazione in fretta. Giggles cade fortunatamente su una pila di materassi, ma finisce per rimbalzare su una scatola di attrezzi appuntiti su cui poi piovono altri oggetti taglienti che la uccidono. Tutto è a posto, ma Splendid finisce per rilasciare una scorreggia potentissima che appesta l'intero pianeta: Toothy, Handy e Disco Bear vengono mostrati sentirsi male, mentre Flaky rimane corrosa dall'odore e Petunia, non riuscendo a vedere nulla, accende un fiammifero che finisce per appiccare un incendio a tutto il globo. Splendid, sopravvissuto al casino, recupera l'ultima pagina del suo libro rimanendo però deluso dal finale.

#### All in Vein
Lumpy, che in questo episodio è un vampiro, cerca di bere il sangue di Giggles ma non lo trova di suo gusto. Decide quindi di ordinare del cibo da asporto in modo da rendere il fattorino la sua nuova preda. La preda di turno finisce per essere Mole: Lumpy si trasforma in pipistrello per poterlo seguire mentre torna indietro. Mole viene decapitato quando passa dritto davanti ad un passaggio a livello: Lumpy è pronto per gustare la sua nuova preda, ma il resto del corpo viene investito da un treno di passaggio. Lumpy viene salvato e portato al pronto soccorso, e quando si sveglia sull'ambulanza fa una scorpacciata con le flebo di sangue presenti all'interno. Quando l'ambulanza si ferma, Lumpy è incredibilmente grasso e fatica ad uscire. Vedendo che il sole sta sorgendo, si trasforma in pipistrello per tornare a casa più in fretta, ma è ancora troppo grasso e fatica a reggere il passo: Lumpy finisce quindi per esplodere a contatto con la luce solare, mentre il suo teschio buca il cranio di Toothy.

#### Bottled Up Inside
Russell ha appena finito di costruire una nave in bottiglia, ma quando questa cade dalla mensola si rompe e gli si conficca nel petto. L'unico modo per fermare l'emorragia è tenerla lì e mettere il tappo. Russell si affretta ad andare al pronto soccorso, ma non riesce a salire sull'auto dato che è parcheggiata troppo vicina ad un albero e la bottiglia sporge troppo: l'unica soluzione è spingere la bottiglia nel petto più in profondità. La bottiglia impedisce a Russell anche di sterzare, così non può girare verso l'ospedale ed è costretto ad andare dritto, investendo la carrozzina con dentro Cub mentre Pop è distratto a raccogliere una monetina da terra. L'auto poi si schianta e Russell finisce conficcato in un boccione per l'acqua, e tempo dopo vediamo Pop prendere un bicchiere d'acqua da quello stesso boccione non notando il sangue in vista.

#### No Time Like The Present
Lumpy Babbo Natale porta un regalo a Handy. Quando questo si sveglia, rientra nel camino senza essere visto. Non avendo le mani, Handy cerca di tirare il fiocco con i denti, ma finisce per stringerlo di più stritolando la scatola. Prova a usare un coltello, ma questo gli scivola di bocca e gli si conficca in un piede. Mentre Handy si dirige verso la cassetta degli attrezzi, Lumpy sta portando il regalo di Natale a Mole, che abita al piano di sotto, e mangia i biscotti lasciati sul tavolo: Handy nel mentre però usa la sega e finisce per bucare il pavimento in corrispondenza del ventilatore a soffitto di Mole, e come risultato lui rimane incastrato nel buco e il ventilatore cade e decapita Lumpy. Handy poi muore scivolando giù nel buco e il suo corpo viene gettato nel camino da Mole, che successivamente scivola su un pezzo di Lumpy a terra e muore a sua volta quando la sua testa rimane impalata sui vetri rotti della finestra. La testa di Mole poi si stacca e va a completare un pupazzo di neve che si trova di sotto. In tutto il trambusto, il regalo per Handy è finalmente aperto: ironicamente, si trattava di un paio di guanti.

#### By The Seat Of Your Pants
Lumpy e Flippy stanno guardando una gara di nuoto in TV, ma la pistola dello starter risveglia immediatamente Fliqpy, che prende l'attrezzo per tagliare il formaggio e spella il sedere dell'alce. Scappando via e rimanendo incastrato nella finestra, Lumpy rimane completamente spellato dalla vita in giù. Lumpy riesce a scappare quando una farfalla fa tornare Flippy in sé, e arrivato in città decide di portare in lavanderia la pelle della sua metà inferiore per poterla rimettere a posto: tuttavia si restringe e diventa praticamente un costume da baglio, quindi Lumpy decide di approfittarne e andare a partecipare alle gare di nuoto. Flippy però si presenta nel pubblico, e nuovamente alla pistola dello starter Fliqpy inizia ad uccidere tutti quanti in un secondo. Quando si getta addosso a Lumpy, Fliqpy rimbalza sul "costume" di Lumpy e finisce impalato su una bandiera, morendo.

### Stagione 4

#### You're Kraken Me Up
Mentre Russell porta Giggles a fare un giro in barca, colpisce un kraken gettando l'ancora su di esso. Il kraken decapita Giggles con i suoi tentacoli e usa la sua testa mozzata come burattino per distrarre Russell e bucargli la faccia con una delle sue ventose, mentre con un altro tentacolo lo trascina dentro ad un piccolo buco sul fondo della barca. Il bagnino Lumpy parte al salvataggio (decapitando nel mentre Petunia), salvando il tentacolo con sopra la testa di Giggles convinto che sia lei ancora viva e vegeta. Il corto si conclude con Lumpy fatto a buchi per via dei "baci" dati dalle ventose del kraken, che nel mentre ha fatto un secondo burattino usando la testa di Cub.

#### All Work And No Play
Lumpy sta lavorando alla demolizione di un parco giochi. Quando si assenta per la pausa pranzo, Nutty, Lammy e Sniffles arrivano sul posto e si mettono a giocare noncuranti. Quando Lammy, salendo sulle sbarre arrugginite, cade a terra con una sbarra che le trapassa il cranio, Lumpy si allerta e "risolve" la situazione storcendo metà della sbarra per renderla simile all'orientamento delle sue corna. Nutty sale sull'altalena e dondolandosi si impala su un blocco di cemento con dei pezzi di metallo sporgenti: Lumpy cerca di liberarlo rompendo il blocco col martello pneumatico, ma facendolo tremare il buco si dilata e Nutty rimane completamente divelto, e infine il blocco si apre in due spiaccicandolo. Sniffles va giù dallo scivolo che è pieno di buchi e perde entrambe le gambe per poi cadere nel cemento fresco: Lumpy lo tira fuori con la ruspa, ma quando Lammy passa di lì si distrae e gli fa scoppiare la testa, mentre le stalattiti di cemento che pendono dalla parte inferiore del suo corpo cadono e bucano ancora la testa di Lammy.

#### Buns Of Steal
In preda alla fame, Lifty e Shifty decidono di abbordare il camion del pane di Mole. Aprendo un buco sulla fiancata con la fiamma ossidrica, lanciano via il pezzo di lamiera rimosso tagliando in due Giggles. Lifty cerca di inchiodare un'asse tra il loro furgone e quello di Mole, ma dopo un sobbalzo finisce per inchiodarsi un piede. L'asse poi si rompe addosso a Sniffles che passava per strada con la bici, lasciando il procione in bilico tra i due monconi. Per evitare che il fratello cada, Shifty gli inchioda l'altro piede, ma poco dopo i due camion passano in mezzo ad una staccionata che trapassa completamente Lifty. Shifty si sbarazza di quel che rimane del fratello e va a prendere il bottino per conto suo. Mentre sta in bilico sulla corda di frattaglie rimasta appesa tra i due camion, questa rimane impigliata in un albero, decapitando Cuddles e facendo cadere Shifty, che notando che il coniglietto aveva una pagnotta in mano decide di accontentarsi di quella: tuttavia in quel momento la corda di frattaglie si spezza e andando all'indietro taglia in due Shifty. Il corto si chiude con Mole che, arrivato in panetteria, fa il carico del pane non rendendosi conto del buco dall'altro lato del campion da cui cade tutta la roba.

#### Pet Peeve
Mentre fa esperimenti nel suo laboratorio, Sniffles crea accidentalmente un blob gelatinoso che si comporta come un cane, che tuttavia è corrosivo al contatto. Decide quindi di portarlo a spasso: incontrando Lumpy, l'essere si appiccica sulla sua gamba riducendola all'osso. Quando l'alce si rende conto di cosa è successo, si spaventa e accidentalmente si rovescia addosso il sacchetto di briciole di pane per gli uccellini che teneva in mano, finendo per venire preso a beccate dagli uccelli nella zona tra cui tre condor. Ad un certo punto il blob, starnutendo, crea un buco per strada in cui Handy cade per poi venire investito dall'auto di Sniffles: successivamente, sporgendosi dal finestrino con la lingua penzoloni, l'essere riempie di saliva il parabrezza del furgone di Mole, che nel tentativo di ripulirlo spande la macchia e fa sì che mezzo parabrezza gli cada addosso. Mole perde il controllo del veicolo e finisce per investire Handy, che nel mentre è riuscito a uscire dal buco. Sniffles si rende conto dopo un po' che il blob ha sciolto il sedile dell'auto ed è scappato: cercando di rintracciarlo, mette la testa nel buco, ma non vedendo dove va si schianta contro il bordo del marciapiede e morire col cervello affettato. La creatura torna al parco e si attacca all'altra gamba di Lumpy, che nonostante i danni subiti in precedenza è ancora lì a dar da mangiare agli uccellini: l'alce si spaventa e nuovamente si rovescia le briciole addosso, attirando ancora una volta gli uccellini. Il corto si chiude con le urla di dolore di Lumpy che sostituiscono la sigla dei titoli di coda.
In questa puntata appaiono sullo sfondo due personaggi creati dai fan, vincitori di un contest indetto da Mondo Media: il furetto Tricksy, che appare quando Sniffles incontra Lumpy al parco, e l'unicorno Really Good Unicornius, che appare quando entra in scena Mole sul furgone.

#### A Vicious Cycle
Fliqpy è ricercato dai poliziotti Lumpy e Disco Bear. Vede Cub con un triciclo e glielo sottrae, senza uccidere il piccolo. Fliqpy solleva il triciclo per colpire i due poliziotti ma è polverizzato da un fulmine, che lascia intatto il triciclo. Pop nota il figlio, Lumpy e Disco Bear che osservano incuriositi il giocattolo e invita i due poliziotti ad accomodarsi in casa. Pop riprende il figlio quando lo vede usare il triciclo in casa e lo riporta fuori, quando di colpo le luci si spengono: Lumpy sente delle urla, quindi tira fuori la torcia e trova Disco Bear morto. Pop va a riaccendere la luce dal quadro elettrico in cantina, ma quando torna su il triciclo, posseduto da Fliqpy, lo butta giù per le scale, procurandogli varie fratture e infine facendolo scontrare contro il quadro elettrico uccidendolo. Lumpy cerca di scappare dal triciclo assassino, ma viene scoperto perché anche mentre è nascosto continua a mangiare nachos. Il corto si chiude con Cub che torna a girare sul triciclo dentro casa senza che nessuno gli dica nulla.
Anche in questo episodio è presente un personaggio creato da un fan vincitore di un contest: si tratta dell'ariete Rudy, che appare sullo sfondo quando Lumpy e Disco Bear vengono invitati da Pop a entrare in casa. Dato che questo episodio è uno speciale di Halloween, era richiesto che il personaggio indossasse un costume: per questo motivo, Rudy appare vestito come Ryu di Street Fighter.

#### Put Your Back Into It
Vedendo Giggles e Petunia a scuola di danza, Disco Bear decide di unirsi per fare colpo sulle due. Tuttavia, essendo fuori forma, fatica a piegarsi, e quando ci riesce prima gli si gonfia un occhio e poi l'intera spina dorsale gii esce fuori. Questa situazione gli porta dolore per parecchio tempo, finché un giorno, andando in spiaggia, un cane non gli sradica via spina dorsale pensando sia un osso. Disco Bear viene poi preso all'amo da Russell, che ne tira su la testa che cucina pensando sia un pesce.

#### Spare Tire
Mentre Giggles rimane confusa guardando dei cartelli segnaletici, Mole, che inavvertitamente prende una puntina sotto una gomma, passa a tutta velocità. Giggles si tuffa per salvarsi, ma i cartelli vengono invece presi in pieno e la tranciano in tre. La fetta centrale del suo corpo rotola via e viene presa accidentalmente da Mole come gomma di ricambio per l'auto. Mole riprende a guidare finché si ferma a fare benzina, ma nel mentre il benzinaio Lumpy corre a fermare Pop per dirgli di non accendere la pipa mentre è nei pressi del distributore di benzina. In quel mentre Mole riparte con il tubo della benzina ancora attaccato, che ben presto si stacca lasciando gocciolare carburante, e il fiammifero di Pop viene lanciato proprio in quella direzione creando un incendio: Lumpy e Pop cercano di fermare l'incendio ma non fanno in tempo e la pompa di benzina esplode. Mole intanto va avanti per la sua strada, lasciandosi dietro la scia di benzina mentre le fiamme lo seguono. Lungo la strada passa dentro la casa di Toothy, che nel tentativo di spegnere le fiamme perde controllo dell'estintore che gli si pianta nel petto uccidendolo. Passa anche verso la piscina gonfiabile di Lammy, che percependo l'acqua che si sta scaldando prova a scoppiare le bolle in acqua, ma la prima che tocca esplode portandole via mezza testa. Le fiamme alla fine raggiungono l'auto di Mole che esplode: il suo cadavere tagliato a metà finisce su un albero con l'intestino penzoloni e una ruota si attacca ad esso, creando un'altalena su cui Cub si dondola consolandosi per la morte del padre. L'episodio si chiude con Sniffles che cerca di rimettere in sesto Giggles mettendo uno pneumatico al posto della fetta di corpo mancante.

#### Camp Pokeneyeout
Gli animaletti sono in un campo estivo. Qui Toothy e Sniffles si divertono a lanciare sassi contro le lattine, Cuddles costruisce piccoli veicoli, Lumpy si allena con la tromba e Nutty cucina marshmallow. Un uccellino fa cadere una ghianda sulla testa del coniglio e lui, vedendo la fionda di Toothy, crede che sia stato lui. Così i due iniziano a bersagliarsi a vicenda, ma una delle ghiande finisce per colpire Nutty, il cui occhio finisce per squagliarsi a contatto col marshmallow arrostito. Sniffles si unisce alla battaglia con una fionda che spara a raffica, finendo per tappare la tromba di Lumpy e distruggere l'uva che stava mangiando Petunia: quest'ultima prova a rispondere, ma molla la parte sbagliata della fionda piantandosela negli occhi, e successivamente Mole si impossessa della fionda con gli occhi di Petunia attaccati. Toothy e Cuddles si inseguono a bordo dei veicoli del coniglietto. Intanto l'alce riesce a far uscire il sasso dallo strumento, facendolo andare a colpire una roccia sospesa. Il castoro viene colpito in un occhio da Cuddles e fanno un incidente. Nel frattempo la roccia cade di fianco a loro e i due animaletti fanno la pace, ma subito dopo la roccia rimbalza su un albero e torna indietro schiacciandoli. L'episodio si chiude con Nutty che prepara gli S'more utilizzando i suoi occhi al posto dei marshmallow.
A questo episodio è dedicato il videogioco per iPhone Happy Tree Friends: Deadeye Derby.

#### Dream Job
Sniffles collega al proprio cervello un televisore che mostra i suoi sogni. Lumpy, che entra per fare le pulizie, trova il telecomando a terra e, ignaro di tutto, si mette a cambiare canale alterando i sogni di Sniffles. Questo si ritrova quindi catapultato nel far west e colpito dalle frecce dei nativi, poi sott'acqua, poi congelato nello spazio e fatto a pezzi da una cometa. Poi si ritrova a cucinare biscotti, salvo poi trovarsi messo alla ghigliottina manovrata dal boia Fliqpy per ordine del re Disco Bear. Quindi passa da partecipare a Ok, il prezzo è giusto! a evadere dalla prigione usando la dinamite, poi si trova in uno scenario di guerra e viene spiaccicato da un portellone, poi si schianta contro un albero, viene cucinato, un tubo gli trapassa la testa ma poi riceve un massaggio da Giggles finché il lettino non gli si chiude addosso. Lumpy continua a cambiare canali fino a guastare il televisore, andandosene frustrato e lasciando Sniffles traumatizzato. Il giorno dopo, Sniffles è in sedia a rotelle e l'infermiera Petunia lo porta a vedere il televisore, lasciando il formichiere scioccato quando rivede la stessa isola da cui era partita tutta la trafila di sogni della notte prima.
Questo è uno dei soli quattro episodi (gli altri sono House Warming, Nuttin' But The Tooth e Out On A Limb) in cui non muore nessuno (comunque durante gli incubi Sniffles muore diverse volte).

### Stagione 5 (Still Alive)

#### Going Out with a Bang
Mentre Toothy e Cuddles stanno lanciando i fuochi d'artificio, Nutty li scambia per caramelle e se li porta via. Dopo aver mangiato delle "caramelle" esplosive, sente il bisogno di andare in bagno. Dopo aver rilasciato odori e scintille, lo scoiattolo accende un fiammifero per vederci al buio, ma fa esplodere come un razzo l'intero bagno chimico, che vola via lanciando altri fuochi d'artificio in varie direzioni. Uno di essi ribalta un tombino che va a spiaccicare Flaky, mentre un altro prende in faccia Cub e successivamente finisce per uccidere anche Pop. Nutty infine esplode in un enorme fuoco d'artificio con la sua faccia, una delle cui scintille finisce per bucare un occhio di Cuddles.

#### A Handy Nanny
Pop fa a giocare a bowling e lascia che Handy si prenda cura di Cub. Non appena il padre se ne va, il piccolo cade dalla mensola su cui era seduto e si fa male. Handy cerca di dargli il ciuccio, ma non avendo mani il suo unico modo è prenderlo con la bocca e cercare di spararglielo in bocca sputandolo, ma manca la mira e finisce per conficcarselo in un occhio: la cosa comunque calma Cub facendolo ridere. Successivamente, scaldando il biberon sul fornello, Handy nel tentativo di spegnere il gas finisce per aumentarne l'intensità e la tettarella si gonfia fino ad esplodere portandogli via la faccia. Mentre Cub beve il suo latte e Handy si riprende davanti al ventilatore, arriva Pop con un enorme trofeo vinto al bowling che gli ostruisce la visuale, così finisce per abbattere il ventilatore che tritura Handy in mille pezzi. L'episodio finisce con Cub che si mette a piangere e Pop gli dà il ciuccio con l'occhio di Handy conficcato dentro.

#### An Inconvenient Tooth
Mentre sta facendo giardinaggio, Toothy beve dell'acqua in cui a sua insaputa si è rovesciato del fertilizzante e come effetto collaterale i suoi denti si allungano. Cerca di limarli, ma dopo qualche tempo riprendono a crescere. Allora il castoro prova a tagliarli con le cesoie, ma nel farlo perde l'equilibrio e, tagliato il primo dente, cade all'indietro su un carretto che finisce per scendere lungo la collina. Lungo la strada si spezza anche l'altro dente. Ferito e dolorante, Toothy si allontana felice che i suoi denti siano di nuovo a posto, ma viene investito sul colpo dal furgone di Lumpy, che stava portando un carico di fertilizzante. Quando il contenuto del furgone si rovescia addosso all'alce, una delle sue corna inizia a crescere a dismisura e finisce per rimanere spezzata nell'occhiello di chiusura dell'episodio.

#### Just Be Claus
Non guardando dove va, Splendid si schianta contro la slitta di Lumpy Babbo Natale, che rimane impalato su un ramo. Lo scoiattolo supereroe decide quindi di prendere il suo posto e procedere con il resto del giro di consegne. Arriva a casa di Petunia distruggendone il camino e le consegna un anello con un pezzo di carbone, che procede poi a comprimere fino a farlo diventare un diamante ma al contempo stritolandole la mano. Poco dopo che Splendid se ne va, il tappeto di Petunia va a fuoco per colpa del carbone del camino acceso che è rotolato giù. Il regalo successivo è per Mime, che riceve un sacco gonfiabile raffigurante Splendid: quando questo si sgonfia, il supereroe lo rigonfia, ma non appena Mime gli tira un pugno questo esplode e uccide la renna. Finito il giro, Splendid distrugge la lista dei regali con la sua vista laser, ma nel farlo uccide Cuddles coniglietto di Pasqua, costringendolo quindi a prendere anche il suo posto.

#### In Over Your Edge
Flippy sta cercando di leggere tranquillamente in giardino, ma viene disturbato da Lumpy che sta cercando di lavorare sul suo prato. Quest'ultimo si vede costretto a usare le cesoie dato che gli altri attrezzi fanno troppo rumore, ma dato che ci mette troppo usa pezzi del decespugliatore per renderle automatiche. Il risultato genera un'enorme cortina di fumo che invade il giardino di Flippy, che immediatamente diventa Fliqpy e procede a impalare Lumpy con due fenicotteri da giardino, poi gli amputa entrambe le gambe con una fune e quindi lega la stessa fune stretta intorno alla sua testa per decapitarlo. L'episodio si conclude con Fliqpy che usa la testa di Lumpy come lama del decespugliatore.

#### Blood Donor
Lumpy fa l'infermiere e deve cambiare la sacca con il sangue per Giggles. Bucandola erroneamente, finisce per spruzzarne il contenuto ovunque. In preda al panico, Lumpy decide di attaccare l'ago al suo braccio e di conseguenza donare tutto il suo sangue a Giggles.
Questo episodio di durata minore era stato creato originariamente come "campione gratuito" quando la stagione era ancora disponibile solo come download a pagamento.